# Kara no Kyoukai
Kara no Kyoukai (空の境界, lit. Limite do Vazio) é uma série em Light novel da empresa Type-Moon criada pelo autor Kinoko Nasu (o mesmo de Fate/Stay Night e Tsukihime) e ilustrada por Takashi Takeuchi. É também uma série de filmes, seu subtítulo é The Garden of Sinners (O Jardim dos Pecadores).

## Enredo
A série se passa na cidade japonesa Mifune no ano de 1998. Onde uma série de suicídios sem razão aparente abala a cidade e somente uma jovem chamada Ryougi Shiki pode ajudar. Isso porque Shiki possui uma habilidade sobrenatural de enxergar "linhas de morte" em seres vivos e coisas inanimadas, Chokushi no Magan (直死の魔眼, Mystic Eyes of Death Perception, lit. Olhos Místicos de Percepção de Morte). Para poder discernir entre o que deve ou não ser visto, a garota conta com a ajuda de dois grandes amigos: Kokutou Mikiya, amigo de Shiki, sensível e perspicaz e, Aozaki Tohko, detetive, maga, exorcista e mentora dos dois. Juntos, o trio leva uma vida "nada normal" tratando de casos paranormais e assassinatos que ocorrem na cidade.

## Personagens
Ryougi Shiki (両儀式, Ryōgi Shiki)
- Seiyu: Tomoko Kawakami (drama CD), Maaya Sakamoto (Filmes)

Uma menina adolescente que possui Olhos Místicos de Percepção de Morte, uma habilidade sobrenatural que permite que o usuário veja a mortalidade inerente a tudo (tanto aos vivos quanto aos não vivos) na forma de linhas e um único ponto (que é o "origem" do objeto) que é mostrado por ter uma coloração arco-íris. Um corte ao longo de qualquer linha será bifurcar o objeto, não importa a nitidez da ferramenta do corte utilizado, e uma facada no ponto destrói a origem do objeto, causando morte instantânea. Ela recentemente se recuperou de um coma de dois anos causado por um acidente de trânsito. Antes do acidente de trânsito, ela originalmente tinha duas personalidades, uma personalidade masculina SHIKI (式), e a personalidade original feminina Shiki (式). As crianças nascidas na família Ryougi são geralmente do sexo masculino e são criados com duas personalidades, assim a personalidade masculina é costumeiramente chamado de personalidade "yang", enquanto a fêmea é chamada de "yin". É fácil saber que Shiki está falando em um determinado momento porque ambas as personalidades têm um estilo diferente de falar, sobretudo o Shiki feminino refere-se a si mesma com o pronome watashi (私), enquanto SHIKI masculino refere-se a si mesmo com o ore (オレ). Após acordar do coma, Shiki descobre que ela já não pode sentir a presença de Shiki masculino e assume que ele morreu por causa do acidente. Ela também se sente um distanciamento de suas memórias antes do acidente, e quando ela sabe que é Shiki, ela não sente que ela é. Na esperança de recuperar-se e da "morte" de Shiki, ela coloca uma fachada fria que lembra um pouco o Shiki feminino e tenta agir como o SHIKI masculina faz. Tohko compreende o distanciamento que Shiki sente, mas considera que o actual Shiki uma personalidade, em terceiro lugar novo. Ela trabalha para a agência de Tohko, "Garan no Do", no tratamento de casos paranormais quando o combate é necessário.

## Mídia

### Novels

#### Lista de capítulos
- Chapter 1 – Overlooking View (俯瞰風景, Fukan Fūkei).
- Chapter 2 – A Study in Murder (Part 1) (殺人考察(前), Satsujin Kōsatsu (Zen)).
- Chapter 3 – Remaining Sense of Pain (痛覚残留, Tsūkaku Zanryū).
- Chapter 4 – The Village of Shrine (伽藍の洞, Garan no Dō).
- Intermission (境界式, Kyōkai Shiki)
- Chapter 5 – Paradox Spiral (矛盾螺旋, Mujun Rasen).
- Chapter 6 – Oblivion Recorder (忘却録音, Bōkyaku Rokuon).
- Intermission (境界式, Kyōkai Shiki)
- Chapter 7 – A Study in Murder (Part 2) (殺人考察(後), Satsujin Kōsatsu (Go)).
- Boundary of Emptiness (空の境界, Kara no Kyōkai)
- Gospel in the Future (未来福音, Mirai Fukuin)

#### Temas musicais
Cada uma das músicas-tema dos filmes da série são realizadas pela banda Kalafina, um projeto formado por Yuki Kajiura.
- Overlooking View (俯瞰風景, Fukan Fūkei)
  - "Oblivious"
- Murder Speculation (Part 1) (殺人考察(前), Satsujin Kōsatsu (Zen))
  - "Kimi ga Hikari ni Kaete Yuku" (君が光に変えて行く, Kimi ga Hikari ni Kaete Yuku)
- Remaining Sense of Pain (痛覚残留, Tsūkaku Zanryū)
  - "Kizuato" (傷跡)
- The Hollow Shrine (伽藍の洞, Garan no Dō)
  - "Aria"
- Paradox Spiral (矛盾螺旋, Mujun Rasen)
  - "Sprinter"
- Oblivion Recorder (忘却録音, Bōkyaku Rokuon)
  - "Fairytale"
- Murder Speculation (Part 2) (殺人考察(後), Satsujin Kōsatsu (Go))
  - "Seventh Heaven"

### Mangá
- "Kara no Kyoukai/The Garden of Sinners", Sphere Tenku (15 de setembro de 2010, a revista online japonês "Saizensen")

## Linha de tempo cronológica
1995
Março
- Mikiya e Shiki encontram-se pela primeira vez em uma noite de neve.

Abril
- Shiki entra no colégio e se familiariza com Mikiya

Setembro
- Assassinatos começam a ocorrer na cidade de Mifune. O suspeito mais provável é Shiki, mas Mikiya pensa o contrário.

1996
Fevereiro
- Shiki é envolvido em um acidente de trânsito e passa dois anos no hospital em coma.

1998
Março
- Mikiya entra em uma universidade depois de concluir o ensino médio.

Maio
- Mikiya vê uma das bonecas de Tohko em uma exposição.
- Mikiya atende Tohko.
- Mikiya fecha presentes no meio universitário, mediante.

Junho
- Shiki desperta. Depois de ficar descarregada, Shiki concorda em trabalhar para Tohko.

Julho
- Shiki enfrenta um assassino que pode dobrar coisas usando seus olhos, e que sofre de dores constantes.

Agosto
- Recorde fora de verão - Evangelho do Futuro (未来福音, Mirai Fukuin) anel de Möbius.

Setembro
- Suicídios começar a ocorrer em um prédio abandonado.

Outubro-Novembro
- Um garoto foge de casa, depois de ter matado alguém. Enquanto ele está sendo batido pelos ex-colegas, Shiki o ajuda escapar e ele pergunta a ela por um lugar para se esconder.

1999
Janeiro
- Um mago reside na academia de uma menina, usando fadas para criar o caos. Shiki infiltra com a ajuda da irmã de Mikiya, Kokutou Azaka.

Fevereiro
- Os assassinatos de quatro anos atrás retornam, e Shiki finalmente confronta o assassino.